# Castillo de Loches
El castillo ciudadela de Loches (en francés: Château de Loches) es un castillo-ciudadela de Francia, con un jardín medieval de propiedad pública de 700 m² de extensión en su interior junto al donjon. Localizado en la comuna de Loches del departamento de Indre y Loira, en la región de Centro-Val de Loira. Clasificada como Villa de Arte e Historia, Ciudad florida está distinguida como «El más hermoso rincón de Francia» (distinción creada expresamente para Loches).  Actualmente es muy popular entre los británicos que lo escogen como lugar de residencia.
La construcción del data del siglo IX. Erigido quinientos metros por encima del río Indre, el castillo, famoso por su gran cantidad de metros cuadrados, domina el pueblo de Loches. El castillo se encuentra abierto todo el año, se cobra una tarifa de entrada. Es partícipe de las jornadas de «Rendez-vous aux jardins» de la última semana de finales de mayo. 
Aunque pertenece al conjunto cultural de los castillos del Loira, no está dentro del ámbito del «Valle del Loira entre Sully-sur-Loire y Chalonnes-sur-Loire» declarado Patrimonio de la Humanidad  en 2000.

## Historia

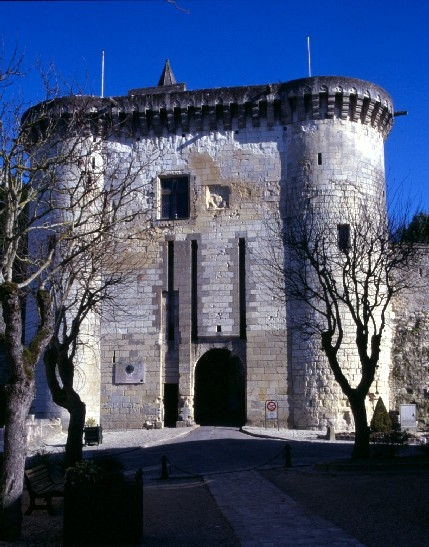
La Porte royale.

Diseñado y ocupado por Enrique II de Inglaterra y su hijo, Ricardo Corazón de León, durante el siglo XII, el castillo sufrió los asaltos del rey francés Felipe II en su batalla por el control de Francia hasta que finalmente fue capturado por el rey en 1205. La reconstrucción inmediatamente convirtió a Loches en una enorme fortaleza militar. 
El castillo se convertiría en una de las residencias favoritas de Carlos VII de Francia, quien se lo regaló a su amante, Agnès Sorel, para que viviera en él. Su hijo, el rey Luis XI, aunque había vivido allí durante su infancia, lo convirtió más tarde en una prisión estatal y estableció su residencia en el Castillo de Amboise.  
Durante la Guerra de Independencia de los Estados Unidos, Francia financió la lucha entre lo que sería Estados Unidos contra Inglaterra, y el rey Luis XVI utilizó el castillo de Loches como prisión para los ingleses capturados. 
Años más tarde, durante la Revolución francesa, el castillo fue saqueado y dañado severamente. Comenzó a restaurarse en 1806, pero en la actualidad sólo se pueden apreciar partes de las ruinas. 
Propiedad de la comuna de Loches, el castillo y la Iglesia de San Ours, adyacente, están abiertas al público.
El Ministerio de Cultura de Francia considera el castillo de Loches como monumento histórico  desde el 21 de mayo de 1861. Las partes sujetas a una clasificación son las fachadas y tejados del castillo y todo el conjunto de edificios.

Detalles del interior
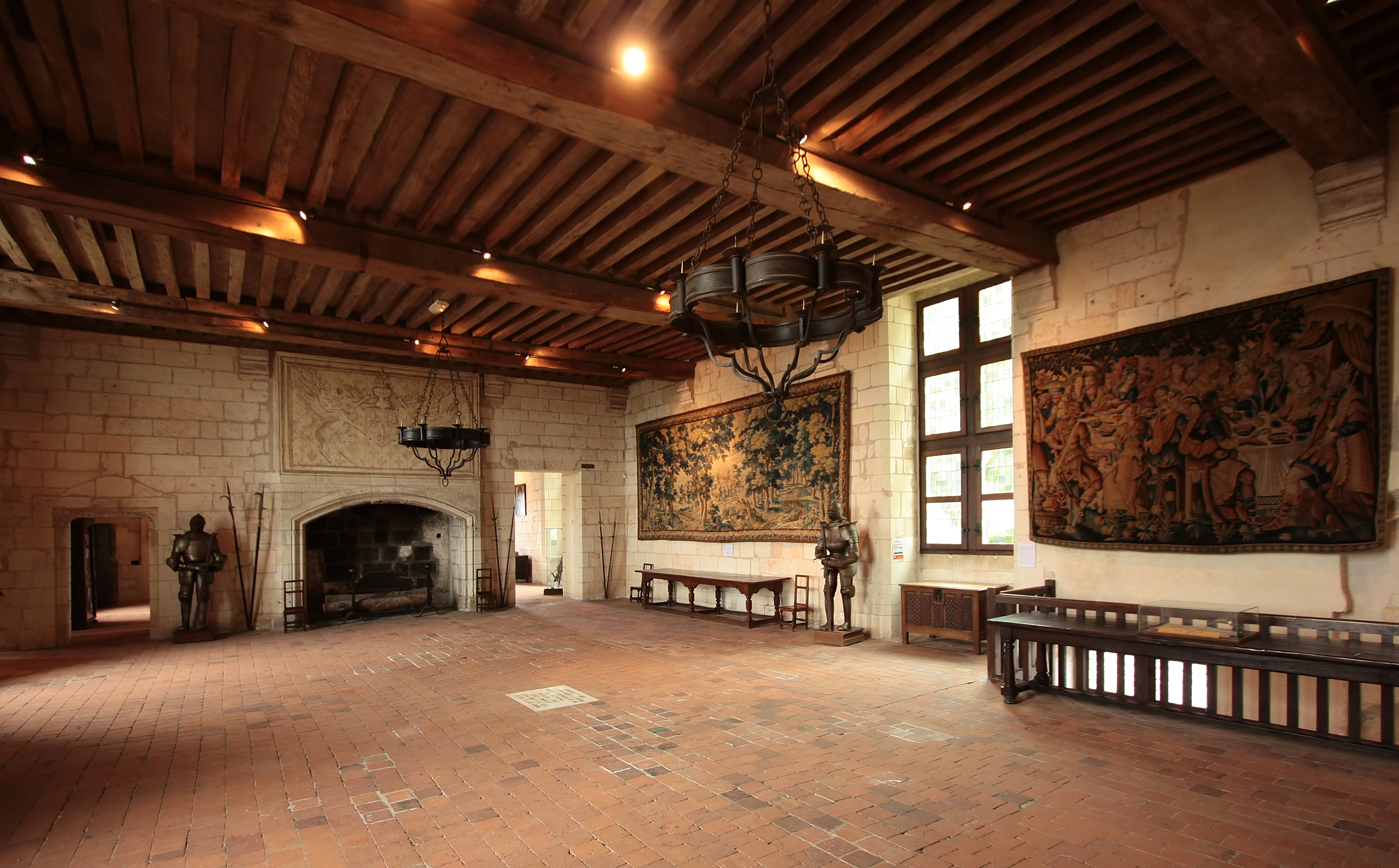
La sala "Jeanne d'Arc".
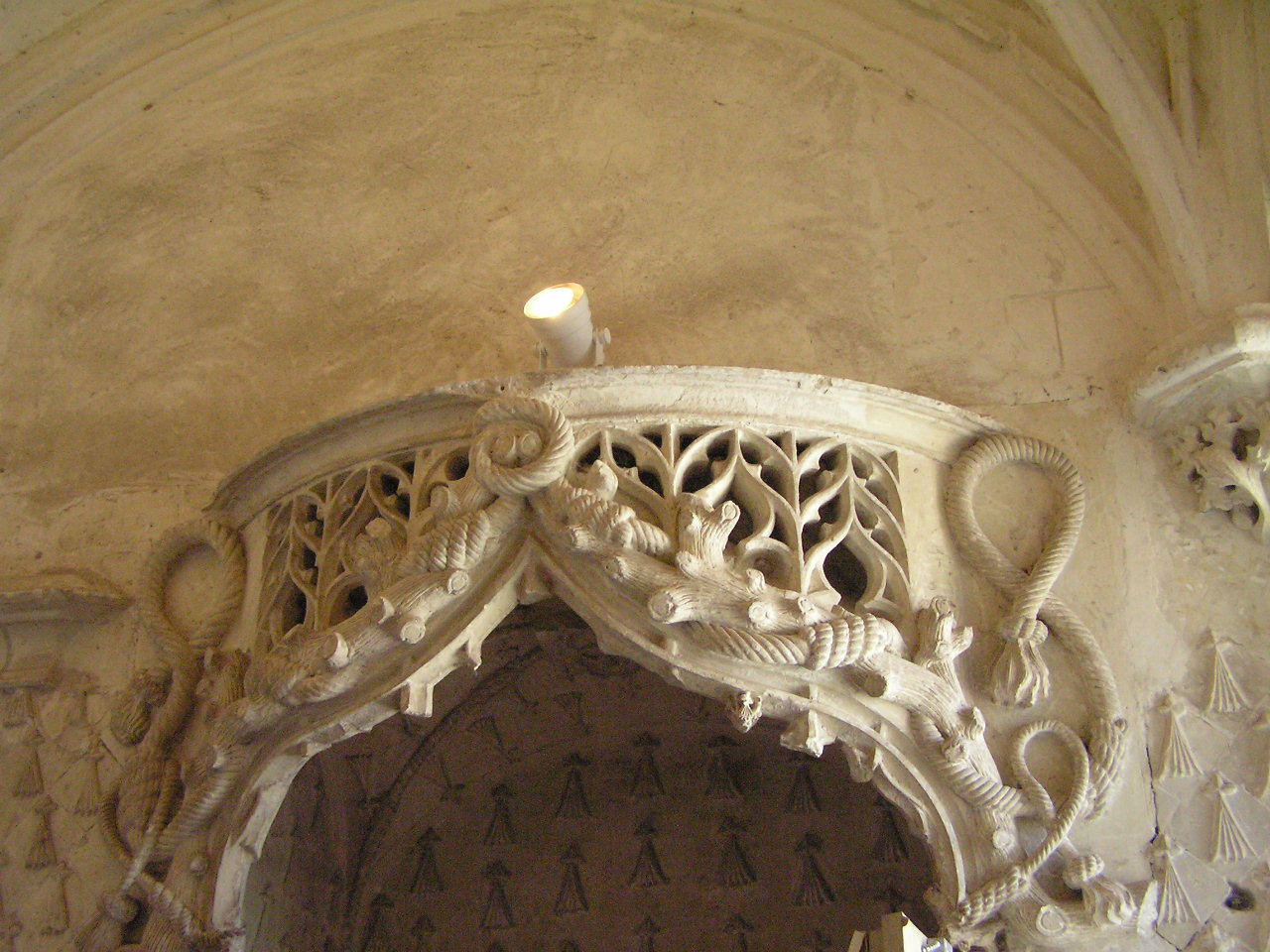
Arco en puerta del oratorio.
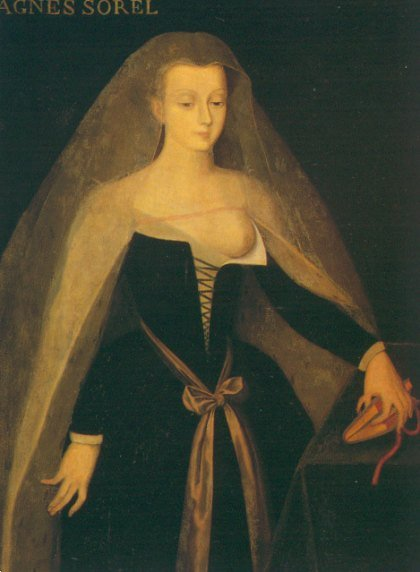
Retrato de Agnes Sorel.
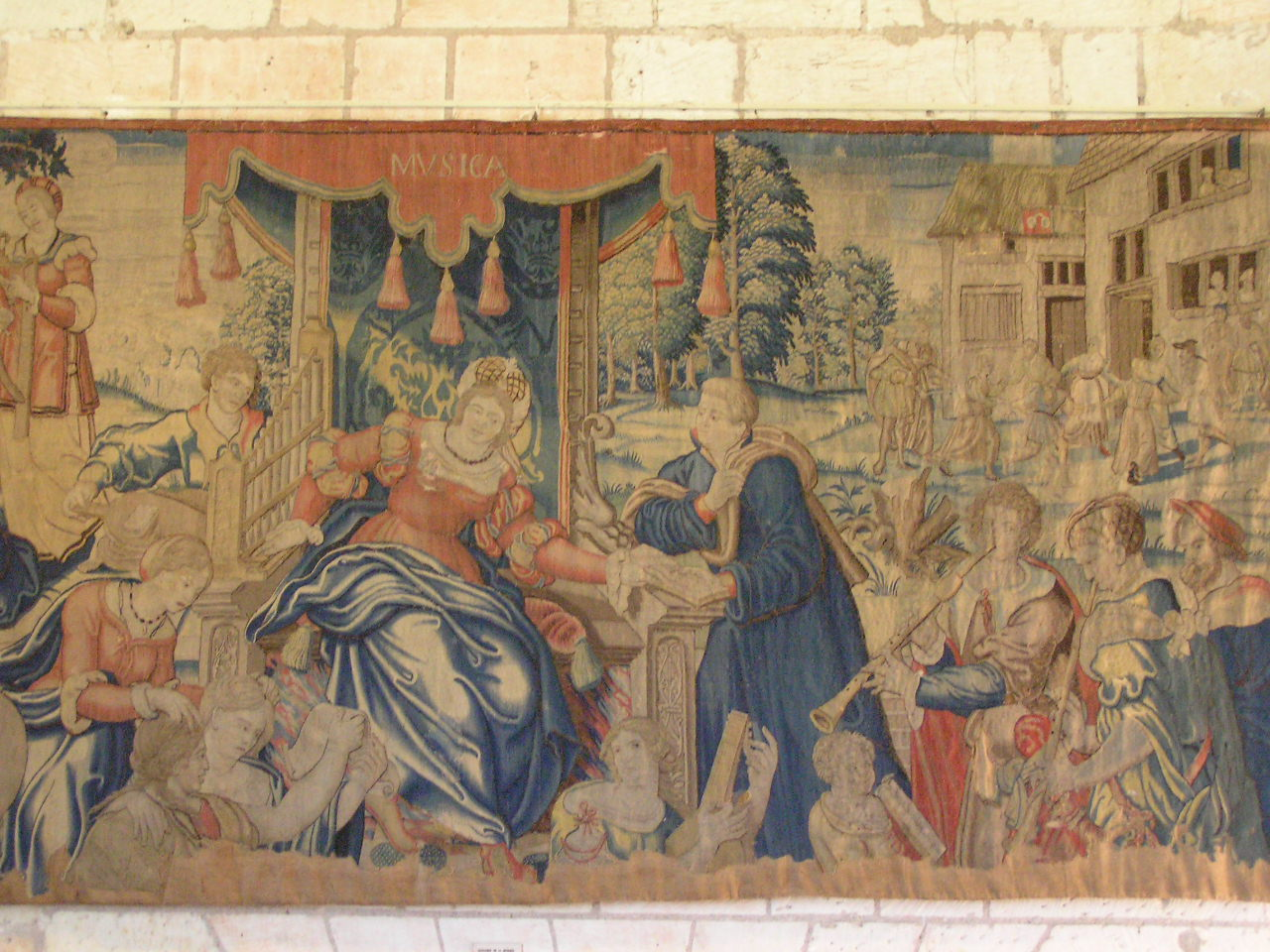
Tapiz alegórico de la música en el salón "Charles VII".
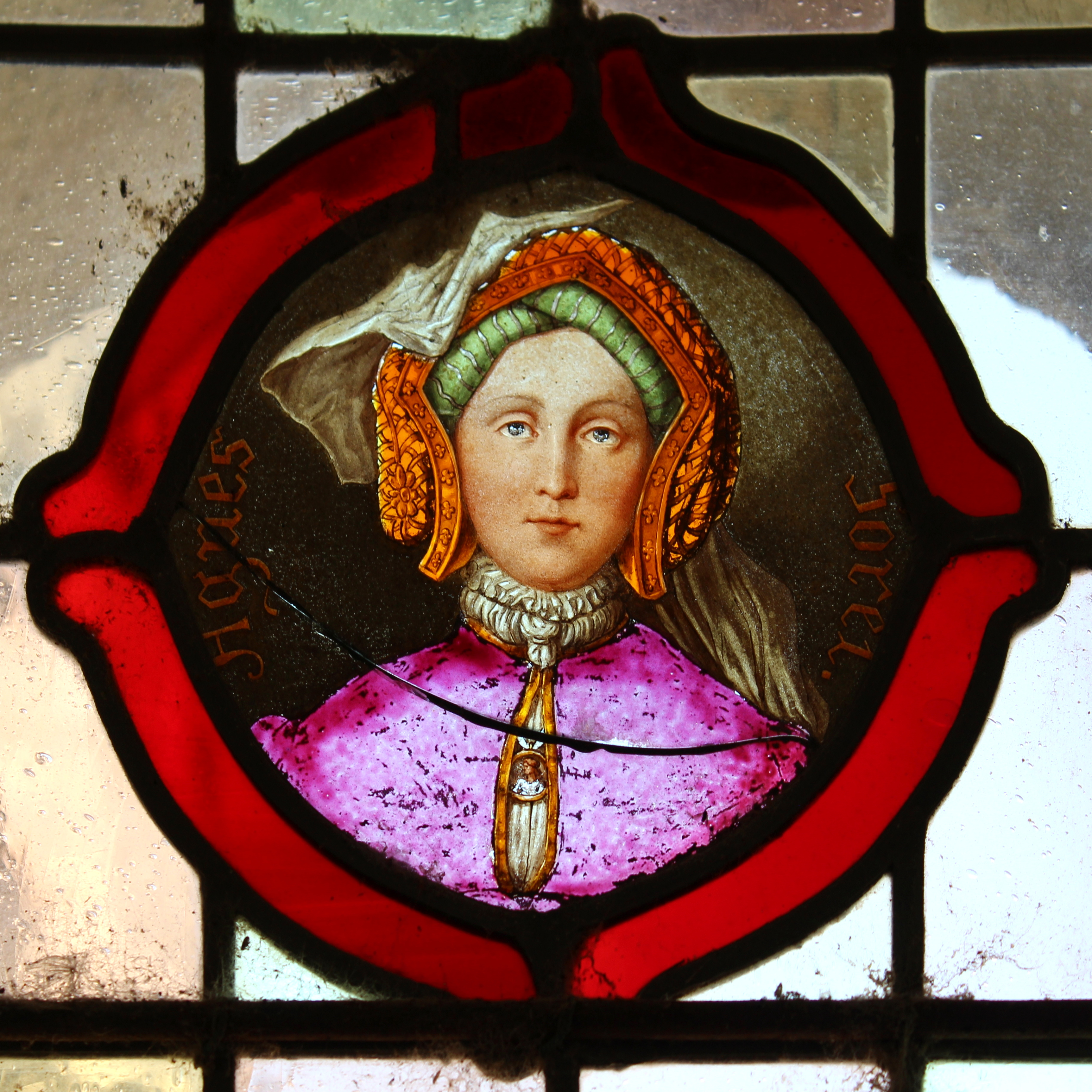
Vitral representando a Agnes Sorel.

## Características
- La Torre del homenaje (donjon): célebre por sus dimensiones (36 metros de altura), por su extraña forma cuadrada y por su conservación. Esta torre románica fue erigida por el autor Foulques Nerra, conde de Anjou (1013-1035). Es un perfecto ejemplo de la arquitectura militar realizada en Occidente. La fortaleza del siglo XI fue transformada en cárcel real en el siglo XV por Luis XI. Alberga los calabozos de Philippe de Commynes (reconstrucción de la jaula de madera forrada de hierro) del cardenal Balue y del duque de Milán Ludovico Sforza, que realizó varias pinturas murales durante su encarcelamiento. El torreón dejó de ser cárcel en 1926.

La Torre del homenaje está flanqueada por otra torre llamada la "Torre de Luis XI", edificada durante el Renacimiento para uso exclusivamente militar, con el fin de permitir los disparos de un cañón realizados desde la terraza.
- La vivienda real: edificada sobre la punta del contrafuerte rocoso, domina todo el valle del Indre. Esta vivienda real fue una de las favoritas de los Valois durante la Guerra de los Cien Años. Carlos VII hizo edificar el primer cuerpo de dicha vivienda inspirado en la arquitectura militar de finales del siglo XIV. Sus sucesores lo ampliaron con un segundo edificio, cuya fachada fue decorada en estilo gótico flamígero. Tres mujeres ilustres dejaron su huella en la vivienda real: Juana de Arco, Agnés Sorel, favorita de Carlos VII y Ana de Bretaña.

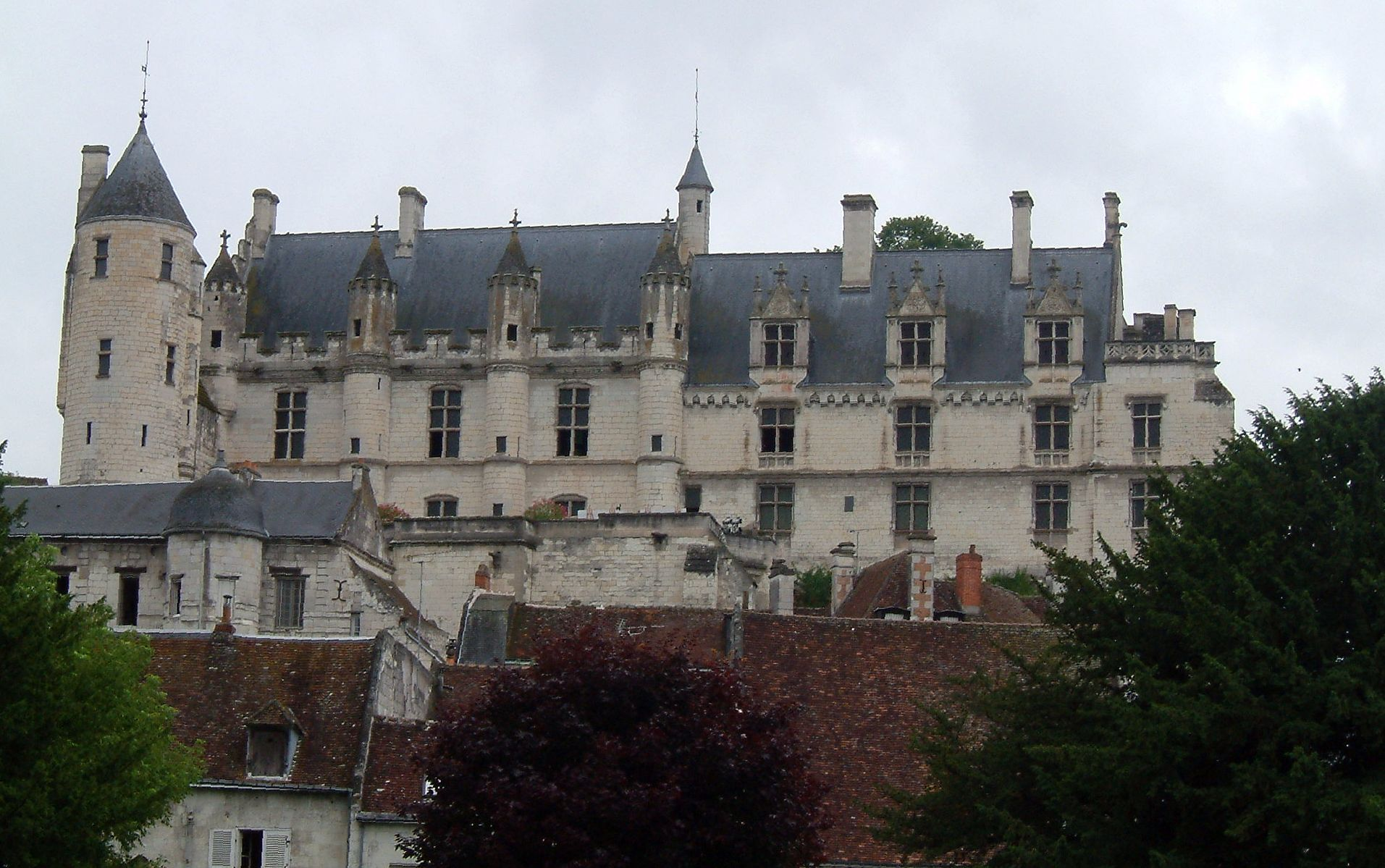
Palacio Real

- La Puerta Real: permite el acceso a la Ciudadela. Esta puerta data de los siglos XII y XIII. Fue terminada en el siglo XV con un edificio central y una terraza para los cañones. Por la Puerta Real puede accederse a la Ciudad Real para visitar la Torre del homenaje de la vivienda real, la Colegiata de Saint-Ours y la Casa Lansyer, o bien puede hacerse el recorrido por las murallas del boulevard de Felipe Augusto. Se puede llegar a lo alto de la Puerta Real por el jardín de la Casa Lansyer, desde donde puede contemplarse un panorama excepcional de la ciudad.

## Los jardines medievales

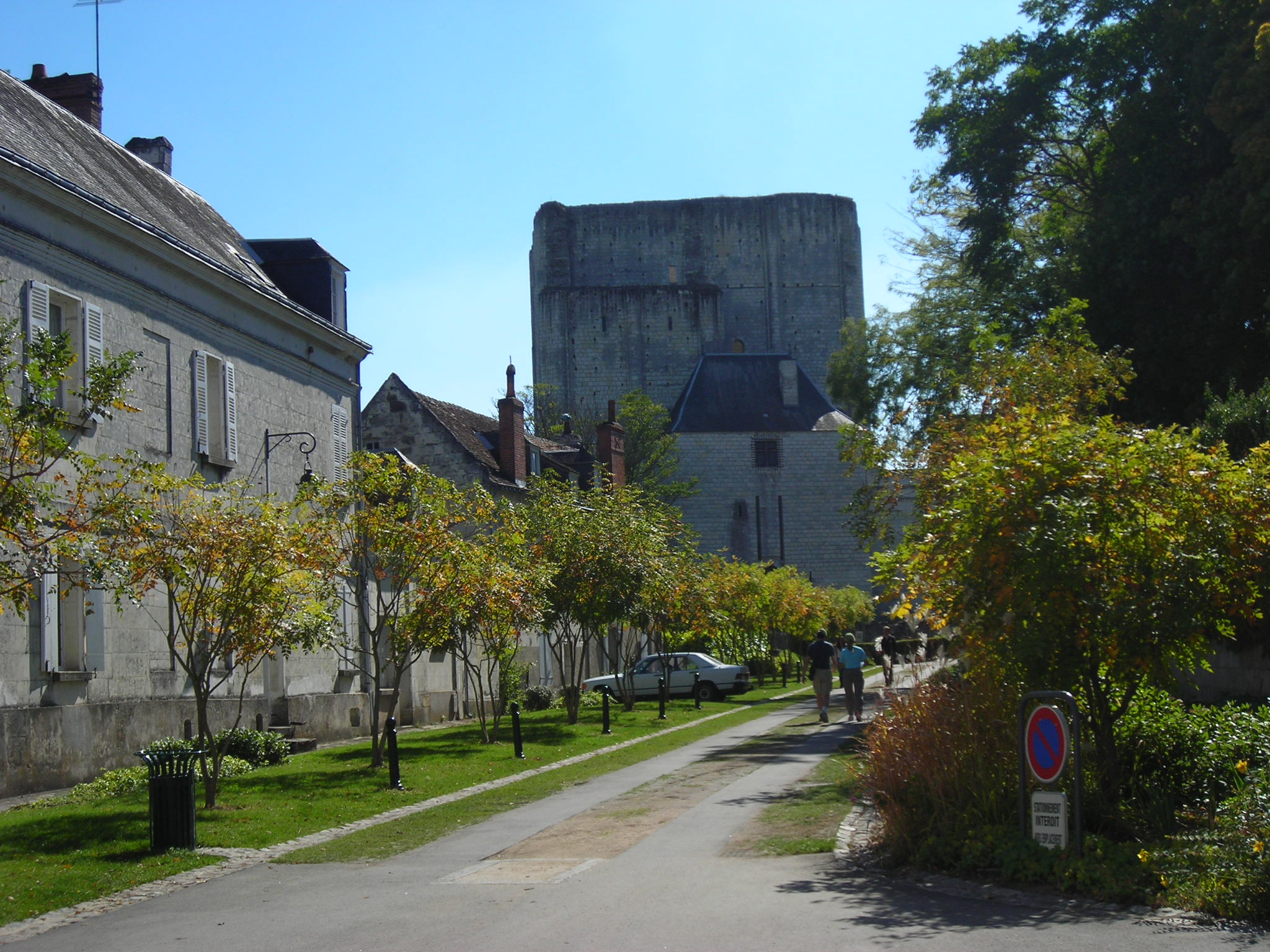
Los jardines al pie del donjon.

Este jardín fue creado en 1998 por los jardineros del « conseil départemental d'Indre et Loire » (consejo departamental de Indre y Loira). La arquitecta paisajista Sylvie Crépeau se inspiró en ilustraciones medievales para dibujar el plano del jardín. A los pies de la antigua fortaleza de Loches atribuidos al conde de Anjou Foulque Nerra, que ofrece a los visitantes un remanso de paz en el corazón de este edificio militar.
Este jardín medieval está encerrado por la pared sur de la mazmorra y la pared de la primera muralla, el jardín con una superficie de 700 metros cuadrados consta de dos espacios separados por un seto vivo de sauce tejido.
El primer espacio es el jardín señorial cuya sede, patio cubierto con una pérgola cubierta de vegetación como el área sombreada bajo la morera. 
El segundo espacio tiene de ocho lechos de cultivo bordeada de castaños. En los dos primeros se presentan hermosas colecciones de plantas tintóreas, como rubia, hierba pastel, soldadura. 
También hay plantas medicinales con un centenar de diferentes variedades de plantas medicinales que se encuentran en su mayoría en la lista del Capitulare de villis, tal como la angélica y el ajenjo. 
Cereales, trigo sarraceno y antiguas variedades de hortalizas ocupan el centro. En el último cuadro de muchas plantas medicinales por encima de la parte inferior del jardín. Se compone de un lecho de flores, rosas, peonías, colombinas e iris. 
Las paredes de la muralla sirven de espaldera para árboles frutales y arbustos a lo largo del jardín.